# 여주 신륵사 보제존자석종비
여주 신륵사 보제존자석종비(驪州 神勒寺 普濟尊者石鍾碑)는 경기도 여주시, 신륵사 사찰에 있는 고려시대의 비석이다. 1963년 1월 21일 대한민국의 보물 제229호로 지정되었다.

## 개요
이 비는 고려 말의 승려 보제존자 나옹의 묘탑과 영정을 모신 진당(眞堂)을 조성한 내력을 적은 비다. 나옹이 양주 회암사 주지로 있다가, 말년에 밀양 영원사로 가던 중 신륵사에서 세상을 떠나자, 제자들이 절 북쪽 언덕에 종모양의 부도를 세워 그의 사리를 안치라고 이를 계기로 그의 초상을 모실 진당을 짓는 등 대대적인 중창을 하였다. 비문은 이색(李穡)과 서예가인 한수(韓脩)가 짓고 썼는데 단정한 필치가 돋보인다. 뒷면에는 건립에 참여한 제자와 시주자의 명단, 중창에 참여한 사람들의 명단이 적혀 있다. 비는 2단의 지대석 위에 연꽃 무늬를 새긴 비좌를 얹어 비몸을 세웠으며 비몸 양옆에 기둥을 세운 뒤 그 위에 지붕 모양으로 된 개석(石)을 얹었다.
이러한 형식은 고려 말기에 유행한 석비형식으로 신륵사 대장각기비(보물 제230호)도 같은 형식이다.

## 특징
전체높이 212cm, 비신높이 121cm, 너비 61cm. 지대석과 3단의 장방형 대석 위에 비신을 얹었는데 상단의 대석에는 연꽃무늬를 새겼다. 비신은 대리석으로 양옆에 화강암기둥을 세워 보강하고, 그 위에 목조건물의 공포와 기왓골을 조각한 옥개석을 얹었다. 신라시대 이래로 귀부와 이수를 갖춘 일반화된 석비 형식이 고려 말기에는 대석과 옥개석으로 변형되기 시작하는데, 바로 이 비가 고려 말기의 석비 형식을 잘 보여준다. 글씨는 자경(字徑) 2cm 정도의 해서로 넉넉한 짜임새와 부드러운 필획이면서 흐트러짐이 없다. 비신 위에는 지붕형의 개석을 덮었다. 지붕은 팔작지붕을 모방하였는데, 아주 정교하게 조각되어 기왓골, 공포, 막새기와 등이 세밀하게 표현되어 있다.
이 비는 1379년(고려 우왕 5년)에 세워졌다. 

## 종비 내용
전면에는 나옹선사의 일생·사상·업적 등이 기록되어 있고, 후면에는 진당시(眞堂詩)와 200여 명의 문도와 추모자의 이름이 해서로 쓰여있다. 특이한 것은 전면 끝부분에 비문을 지은이·글쓴이·새긴이 건립에 참여한 사람들의 이름이 새겨져 있는 것이다. 일반적으로 지은이와 글쓴이는 비문 맨 앞쪽에, 건립에 관련된 인물은 후면 음기에 새겨진다. 나옹선사는 교종과 선종으로 나뉘어 싸우던 고려 말의 불교를 다시 일으키기 위해서 두 종파의 통합을 위해 노력했고, 그 사상은 조선 개창의 정신적 지주였던 무학대사에게 이어졌다.

## 수리 이력
신륵사의 시행된 수리 내역은 '신륵사개와모연문', '여주봉미산보은사중수사적기'등 문헌을 통하여 대체적인 것을 파악할 수는 있으나 보제존자석종비에 관한 수리 기록은 조선시대까지는 보이지 않고 1970년대에 들어서야 찾을 수 있다.
- 1973년 신륵사 석조문화재 보수 계획을 보면, 조잡한 보호책을 철거하고, 새로 보호책을 설치하고, 안내판을 설치하는 등의 작업이 기록되어 있다.
- 1979년에도 신륵사에서 석종비에 이르는 곳에 계단을 신설하는 공사를 진행하였다.
- 2001년 강우 등으로 노출된 기초부분을 보수하는 공사를 진행하였다.
- 2014년 비석 위의 균류 등을 제거하고, 균열된 곳에 충진재를 넣어 보존하였다.[4]

## 갤러리

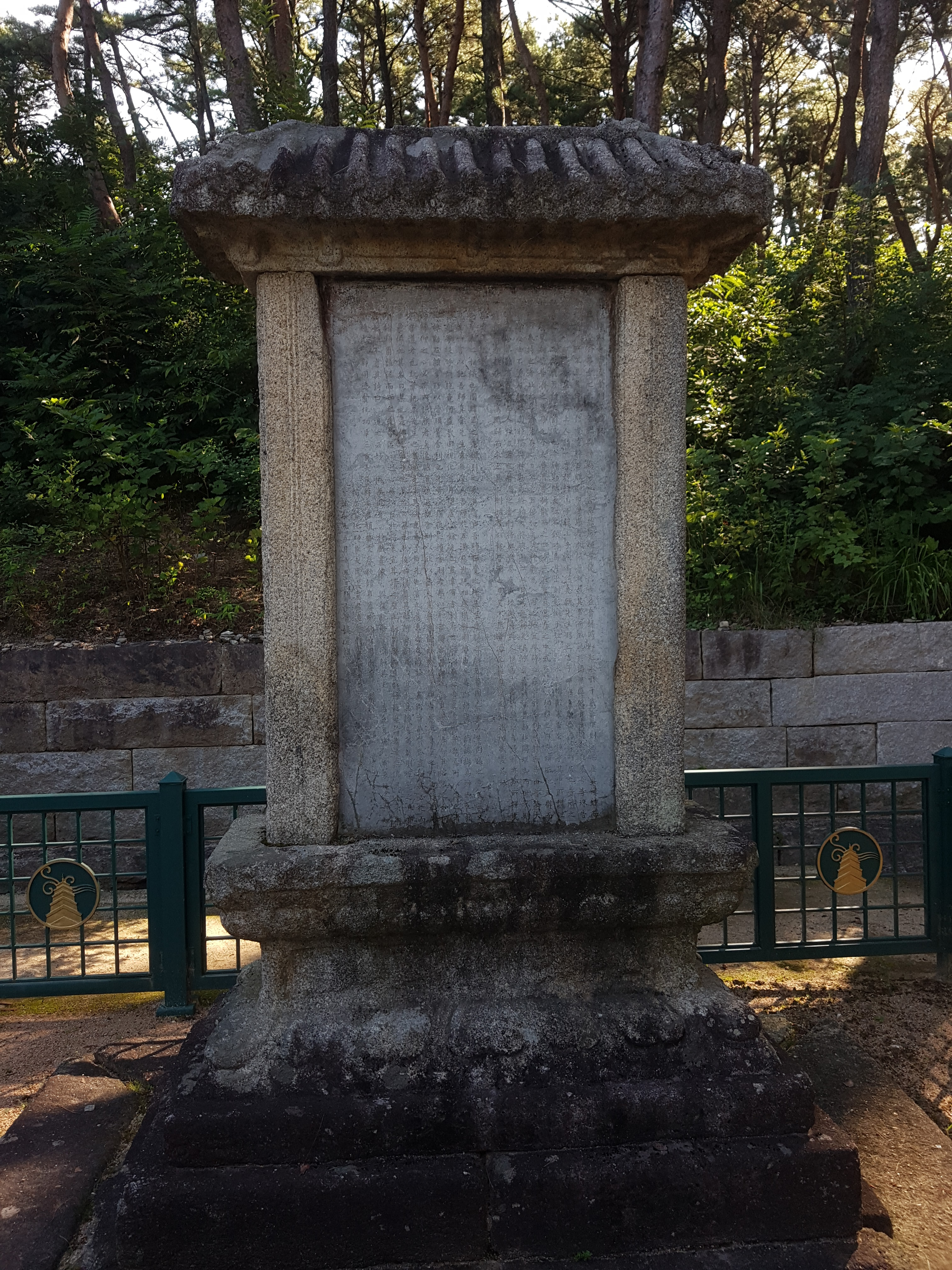
여주 신륵사 보제존자석종비 전면
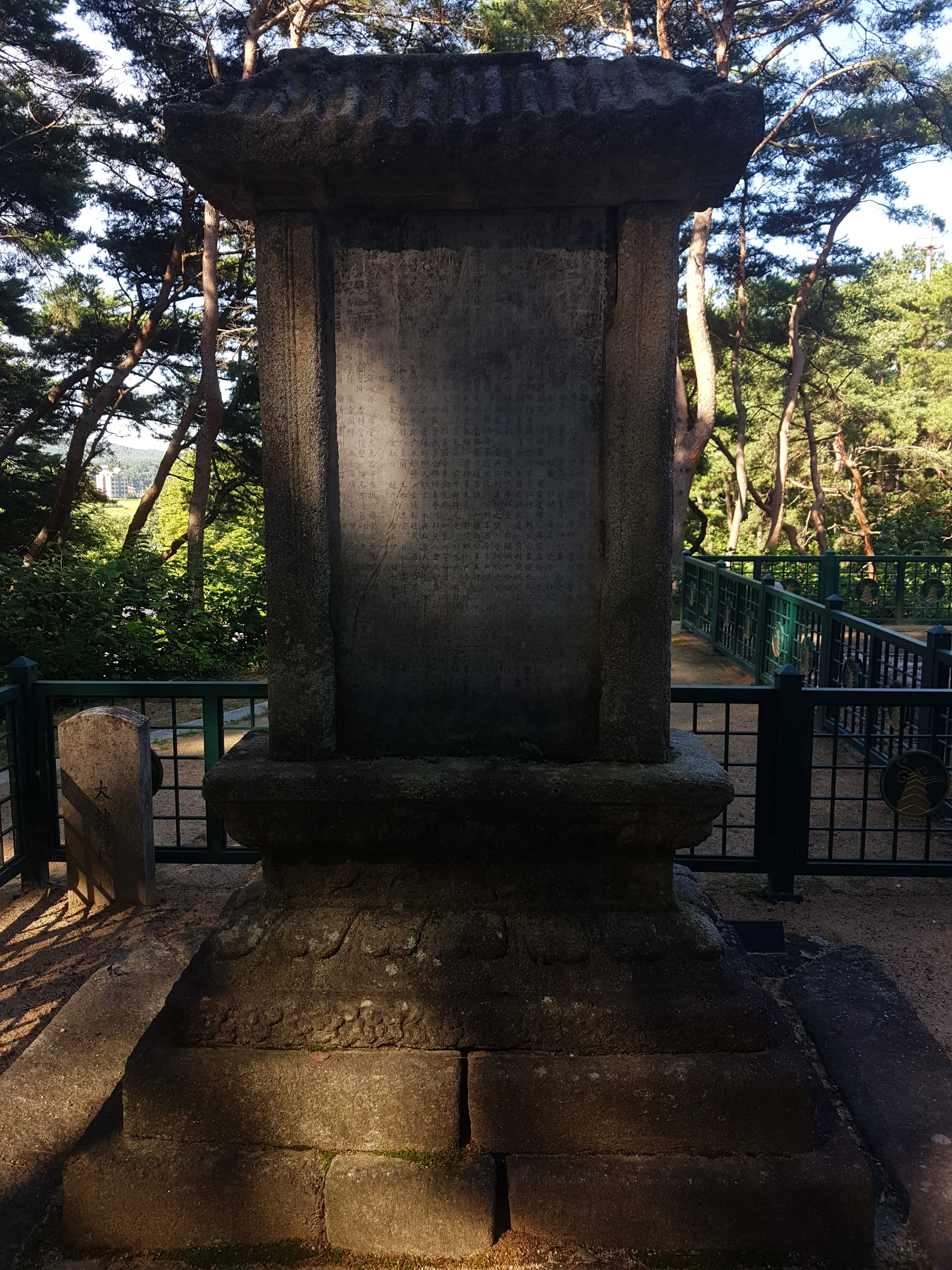
여주 신륵사 보제존자석종비 후면

## 같이 보기
- 신륵사
- 한수

## 참고 자료
- 여주 신륵사 보제존자석종비 - 국가유산청 국가유산포털